# Зайцев Дмитро Васильович
Дмитро Васильович Зайцев (1904, село Вауково Нижньогородської губернії, тепер Арзамаського району Нижньогородської області, Російська Федерація — ?) — радянський таджицький діяч, 1-й секретар Гармського обласного комітету КП(б) Таджикистану.

## Біографія
Народився в родині робітника. Трудову діяльність розпочав у 1925 році муляром будівництва «Сурханбуд» у місті Баку Азербайджанської РСР. З 1926 по 1927 рік працював у селі Вауково Нижньогородської губернії. У 1928 році працював муляром у місті Самарканді Узбецької РСР, у 1928—1930 роках — муляром комунального будівництва в місті Викса Нижньогородського краю. З 1930 по 1931 рік — муляр цегельного заводу міста Сталінабада Таджицької РСР.
У 1931—1932 роках — інструктор ЦК Товариства Червоного Хреста та Червоного Півмісяця в місті Сталінабаді.
Член ВКП(б) з 1932 року.
У 1932—1935 роках — заступником голови Спілки будівельного комітету на будівництві Варзобської гідроелектростанції, з 1935 по 1936 рік — десятник будівництва Варзобської гідроелектростанції Таджицької РСР.
У 1936—1938 роках — заступник голови виконавчого комітету Варзобської районної ради Таджицької РСР.
У 1938—1940 роках — 2-й секретар Тавільдаринського районного комітету КП(б) Таджикистану.
У 1940—1941 роках — заступник завідувача відділу кадрів Гармського обласного комітету КП(б) Таджикистану.
У 1941—1943 роках — 1-й секретар Обі-Гармського районного комітету КП(б) Таджикистану.
У 1943—1944 роках — заступник секретаря Гармського обласного комітету КП(б) Таджикистану.
У 1944—1946 роках — 1-й секретар Гармського обласного комітету КП(б) Таджикистану.
У 1947—1949 роках — 1-й секретар Дангаринського районного комітету КП(б) Таджикистану.
У 1949—1951 роках — слухач Республіканської партійної школи при ЦК КП(б) Таджикистану в Сталінабаді.
У 1951—1953 роках — 1-й заступник уповноваженого Міністерства заготівель СРСР по Таджицькій РСР.
У 1953—1954 роках — начальник відділу зв'язку, транспорту та дорожнього господарства Державної планової комісії при Раді міністрів Таджицької РСР.
У 1954—1956 роках — секретар Таджицької республіканської ради професійних спілок.
У 1956—1962 роках — голова Таджицького республіканського комітету профспілкових працівників державних установ.
Подальша доля невідома.

## Нагороди
- орден Трудового Червоного Прапора
- орден «Знак Пошани»
- медалі